# Arctia nigromarginaria
Arctia nigromarginaria là một loài bướm đêm thuộc phân họ Arctiinae, họ Erebidae.